# Drew Kibler
Andrew Patrick (Drew) Kibler (Indianapolis, 9 maart 2000) is een Amerikaanse zwemmer. Hij vertegenwoordigde zijn vaderland op de Olympische Zomerspelen 2020 in Tokio.

## Carrière
Bij zijn internationale debuut, op de Pan-Amerikaanse Spelen 2019 in Lima, veroverde Kibler de bronzen medaille op de 200 meter vrije slag. Op de 4×100 meter vrije slag legde hij samen met Michael Chadwick, Grant House en Nathan Adrian beslag op de zilveren medaille, samen met Grant House, Sam Pomajevich en Christopher Wieser sleepte hij de zilveren medaille in de wacht op de 4×200 meter vrije slag.
Tijdens de Olympische Zomerspelen van 2020 in Tokio eindigde hij samen met Kieran Smith, Zach Apple en Townley Haas als vierde op de 4×200 meter vrije slag.
In Boedapest nam de Amerikaan deel aan de wereldkampioenschappen zwemmen 2022. Op dit toernooi eindigde hij als vierde op de 200 meter vrije slag. Op de 4×200 meter vrije slag werd hij samen met Carson Foster, Trenton Julian en Kieran Smith wereldkampioen. Samen met Ryan Held, Erika Brown en Kate Douglass zwom hij in de series van de gemengde 4×100 meter vrije slag, in de finale behaalde Held samen met Brooks Curry, Torri Huske en Claire Curzan de bronzen medaille. Voor zijn aandeel in de gemengde estafette ontving Kibler eveneens de bronzen medaille.

## Internationale toernooien
| Jaar | Olympische Spelen                         | WK langebaan                                                                                     | WK kortebaan                              | PanPacs                                   | Pan-Amerikaanse Spelen                                  |
| ---- | ----------------------------------------- | ------------------------------------------------------------------------------------------------ | ----------------------------------------- | ----------------------------------------- | ------------------------------------------------------- |
| 2019 |                                           | geen deelname                                                                                    |                                           |                                           | 200m vrije slag · 4×100m vrije slag · 4×200m vrije slag |
| 2020 | Geen toernooien vanwege de coronapandemie | Geen toernooien vanwege de coronapandemie                                                        | Geen toernooien vanwege de coronapandemie | Geen toernooien vanwege de coronapandemie | Geen toernooien vanwege de coronapandemie               |
| 2021 | 4e 4×200m vrije slag                      |                                                                                                  | geen deelname                             |                                           |                                                         |
| 2022 |                                           | 4e 200m vrije slag · 4×200m vrije slag · 4×100m vrije slag gemengd · Ḱibler zwom enkel de series | 13-18 december                            |                                           |                                                         |

## Persoonlijke records
Bijgewerkt tot en met 20 juni 2022
Langebaan
| Afstand         | Tijd    | Datum         | Plaats      |
| --------------- | ------- | ------------- | ----------- |
| 50m vrije slag  | 22,27   | 1 april 2022  | San Antonio |
| 100m vrije slag | 48,25   | 26 april 2022 | Greensboro  |
| 200m vrije slag | 1.45,01 | 20 juni 2022  | Boedapest   |